# Saint-Ismier
Saint-Ismier és un municipi francès situat al departament de la Isèra i a la regió d'Alvèrnia-Roine-Alps. L'any 2007 tenia 6.220 habitants.

## Demografia

### Població
El 2007 la població de fet de Saint-Ismier era de 6.220 persones. Hi havia 2.266 famílies de les quals 410 eren unipersonals (163 homes vivint sols i 247 dones vivint soles), 816 parelles sense fills, 861 parelles amb fills i 179 famílies monoparentals amb fills.
La població ha evolucionat segons el següent gràfic:
Habitants censats

### Habitatges
El 2007 hi havia 2.419 habitatges, 2.293 eren l'habitatge principal de la família, 63 eren segones residències i 63 estaven desocupats. 1.996 eren cases i 419 eren apartaments. Dels 2.293 habitatges principals, 1.915 estaven ocupats pels seus propietaris, 316 estaven llogats i ocupats pels llogaters i 63 estaven cedits a títol gratuït; 14 tenien una cambra, 79 en tenien dues, 188 en tenien tres, 403 en tenien quatre i 1.609 en tenien cinc o més. 2.039 habitatges disposaven pel capbaix d'una plaça de pàrquing. A 697 habitatges hi havia un automòbil i a 1.514 n'hi havia dos o més.

### Piràmide de població
La piràmide de població per edats i sexe el 2009 era:
| Homes | Edats   | Dones |
| ----- | ------- | ----- |
| 4     | 95 o +  | 16    |
| 4     | 90 a 94 | 52    |
| 24    | 85 a 89 | 48    |
| 16    | 80 a 84 | 44    |
| 104   | 75 a 79 | 84    |
| 120   | 70 a 74 | 112   |
| 152   | 65 a 69 | 144   |
| 236   | 60 a 64 | 176   |
| 200   | 55 a 59 | 244   |
| 232   | 50 a 54 | 236   |
| 268   | 45 a 49 | 256   |
| 160   | 40 a 44 | 284   |
| 168   | 35 a 39 | 192   |
| 132   | 30 a 34 | 112   |
| 108   | 25 a 29 | 132   |
| 156   | 20 a 24 | 116   |
| 332   | 15 a 19 | 256   |
| 224   | 10 a 14 | 176   |
| 208   | 5 a 9   | 184   |
| 132   | 0 a 4   | 112   |

## Economia
El 2007 la població en edat de treballar era de 3.803 persones, 2.571 eren actives i 1.232 eren inactives. De les 2.571 persones actives 2.461 estaven ocupades (1.322 homes i 1.139 dones) i 110 estaven aturades (51 homes i 59 dones). De les 1.232 persones inactives 322 estaven jubilades, 592 estaven estudiant i 318 estaven classificades com a «altres inactius».

### Ingressos
El 2009 a Saint-Ismier hi havia 2.349 unitats fiscals que integraven 6.356,5 persones, la mediana anual d'ingressos fiscals per persona era de 32.641 €.

### Activitats econòmiques
Dels 331 establiments que hi havia el 2007, 3 eren d'empreses extractives, 6 d'empreses alimentàries, 2 d'empreses de fabricació de material elèctric, 12 d'empreses de fabricació d'altres productes industrials, 24 d'empreses de construcció, 47 d'empreses de comerç i reparació d'automòbils, 12 d'empreses de transport, 8 d'empreses d'hostatgeria i restauració, 19 d'empreses d'informació i comunicació, 22 d'empreses financeres, 28 d'empreses immobiliàries, 69 d'empreses de serveis, 71 d'entitats de l'administració pública i 8 d'empreses classificades com a «altres activitats de serveis».
Dels 51 establiments de servei als particulars que hi havia el 2009, 1 era una gendarmeria, 1 oficina de correu, 6 oficines bancàries, 2 tallers de reparació d'automòbils i de material agrícola, 2 autoescoles, 1 paleta, 4 guixaires pintors, 7 fusteries, 3 lampisteries, 2 electricistes, 1 empresa de construcció, 3 perruqueries, 1 veterinari, 5 restaurants, 9 agències immobiliàries i 3 salons de bellesa.
Dels 12 establiments comercials que hi havia el 2009, 1 era un supermercat, 1 una botiga de menys de 120 m², 3 fleques, 1 una carnisseria, 2 botigues de roba, 2 botigues de material esportiu, 1 una joieria i 1 una floristeria.
L'any 2000 a Saint-Ismier hi havia 25 explotacions agrícoles que ocupaven un total de 308 hectàrees.

## Equipaments sanitaris i escolars
Els 2 equipaments sanitaris que hi havia el 2009 eren farmàcies.
El 2009 hi havia 3 escoles maternals i 3 escoles elementals. Saint-Ismier disposava d'un col·legi d'educació secundària amb 804 alumnes.

## Poblacions més properes
El següent diagrama mostra les poblacions més properes.